# Carlos Carrasco
Carlos Carrasco Zabala (Barquisimeto, 21 de marzo de 1987) es un lanzador venezolano de béisbol profesional que juega para los Yankees de Nueva York , pero no aparece en el roster oficial  de las Grandes Ligas.

## Carrera

### Philadelphia Phillies
Carrasco fue firmado como agente libre el 25 de noviembre de 2003 por los Filis de Filadelfia. En 2006, pasó toda la temporada con los Lakewood BlueClaws de Clase A, compilando una efectividad de 2.26 en 159 1⁄3 entradas lanzadas. En 2007 comparti{o tiempo de juego con los Clearwater Threshers de Clase A y los Reading Phillies de Clase AA, registrando una efectividad de 2.84 en 69 2⁄3 entradas lanzadas en Clearwater y una efectividad de 4.86 en 70 1⁄3 entradas lanzadas en Reading. Lanzó su primer juego sin hits el 21 de agosto de 2007, y fue parte del equipo del mundo en el Juego de Futuras Estrellas de 2006, 2007 y 2008.
Para la temporada 2007, Carrasco fue clasificado como el mejor prospecto en la organización de los Filis y el 41° mejor en el béisbol. Para el 2008 se mantuvo como el mejor prospecto de la organización y poseedor de la mejor recta y cambio de velocidad de los Filis.

### Cleveland Indians
El 29 de julio de 2009, los Filis traspasaron a Carrasco, Jason Donald, Lou Marson y Jason Knapp a los Indios de Cleveland a cambio de Cliff Lee y Ben Francisco.
El 29 de julio de 2011, Carrasco fue expulsado del juego ante los Reales de Kansas City después de golpear en la cabeza al bateador designado Billy Butler justo después de permitir que el jardinero Melky Cabrera bateara un grand slam. Durante septiembre de 2011, Carrasco fue sometido a una cirugía Tommy John y se perdió toda la temporada 2012.
El 9 de abril de 2013, realizó su primera apertura desde su cirugía Tommy John y suspensión. En dicho juego ante los Yankees de Nueva York permitió siete carreras en 3 2⁄3 entradas y golpeó a Kevin Youkilis dando por resultado su expulsión por el ampáyer Jordan Baker. El 10 de abril de 2013 fue enviado a los Columbus Clippers de Clase AAA, y eventualmente suspendido ocho partidos por golpear a Youkilis. Fue llamado a las mayores el 8 de junio, y enviado de vuelta a AAA el 24 de junio. El 6 de julio fue llamado nuevamente por los Indios, pero fue colocado en asignación el 7 de julio, y seguidamente asignado a Columbus el 9 de julio.
El 7 de abril de 2015, firmó una extensión de 4 años por valor de $22 millones de dólares que también incluyó opciones del club para 2019 y 2020. Durante un partido contra los Medias Blancas de Chicago el 14 de abril de 2015, fue golpeado en la cara por una línea conectada por Melky Cabrera, por lo que fue retirado del campo en una camilla a motor. Carrasco tenía un hematoma en la mandíbula, mientras que los rayos X fueron negativos.
El 1 de julio de 2015, lanzó un juego sin hits hasta la novena entrada contra los Rays de Tampa Bay, antes de permitir un sencillo con dos outs y dos strikes ante Joey Butler, para luego finalizar el juego. Hubiera sido el primer juego sin hits por un lanzador de los Indios desde el juego perfecto de Len Barker el 15 de mayo de 1981. El 19 de julio de 2015, Carrasco conectó el primer hit de su carrera en las mayores, en la parte superior de la segunda entrada ante Johnny Cueto de los Rojos de Cincinnati.
En 24 de abril de 2016, se lesionó el tendón de la corva izquierda cuando corrió a primera base para cubrir un batazo de Andrew Romine de los Tigres de Detroit. El 17 de septiembre, recibió un pelotazo en la mano derecha que le fracturó un hueso metacarpiano, por lo que se perdió toda la postemporada. Finalizó la temporada con marca de 11-8 y 3.32 de efectividad en 25 juegos iniciados.
En 2017, Carrasco disfrutó de su mejor temporada hasta la fecha al registrar marca de 18-6 con 3.29 de efectividad en 32 aperturas, llegando a lanzar 200 entradas por primera vez en su carrera. El 7 de julio ante los Tigres de Detroit, lanzó una entrada inmaculada (tres ponches en nueve lanzamientos) en la quinta entrada del juego, convirtiéndose en el primer lanzador de los Indios desde Justin Masterson en 2014 y el 84to en la historia de las Grandes Ligas en lograr dicha hazaña.